# 天主教福克蘭群島宗座監牧區
天主教福克蘭（馬爾維納斯）群島宗座監牧區（拉丁語：Praefectura Apostolica de Insulis Falkland seu Malvinis）是南大西洋上的福克蘭群島一個羅馬天主教宗座監牧區。
監牧區成立於1952年1月10日 。2010年有教友300人、一名司鐸－－即宗座監牧彌額爾·伯爾納鐸·麥克帕蘭神父。唯一的堂區位於首府斯坦利港。